# روبرت لیسن
روبرت لیسن (به انگلیسی: Robert Lijesen) (زادهٔ ۵ فوریهٔ ۱۹۸۵) شناگر اهل هلند است.